# Dr. Reddy's
Dr. Reddy's est une entreprise indienne pharmaceutique, basée à Hyderabad. 

## Histoire
L'entreprise a été fondée en 1984 par le Dr Anji Reddy, un chimiste pharmaceutique. En avril 2015, Dr Reddy's acquiert plusieurs marques présentes dans le sous-continent indien de l'entreprise belge UCB Pharma pour 128 millions de dollars.